# Tsuruta
Pour les articles homonymes, voir Tsuruta (homonymie).
Tsuruta (鶴田町, Tsuruta-machi) est un bourg situé dans le district de Kitatsugaru (préfecture d'Aomori), au Japon.

## Géographie

### Situation

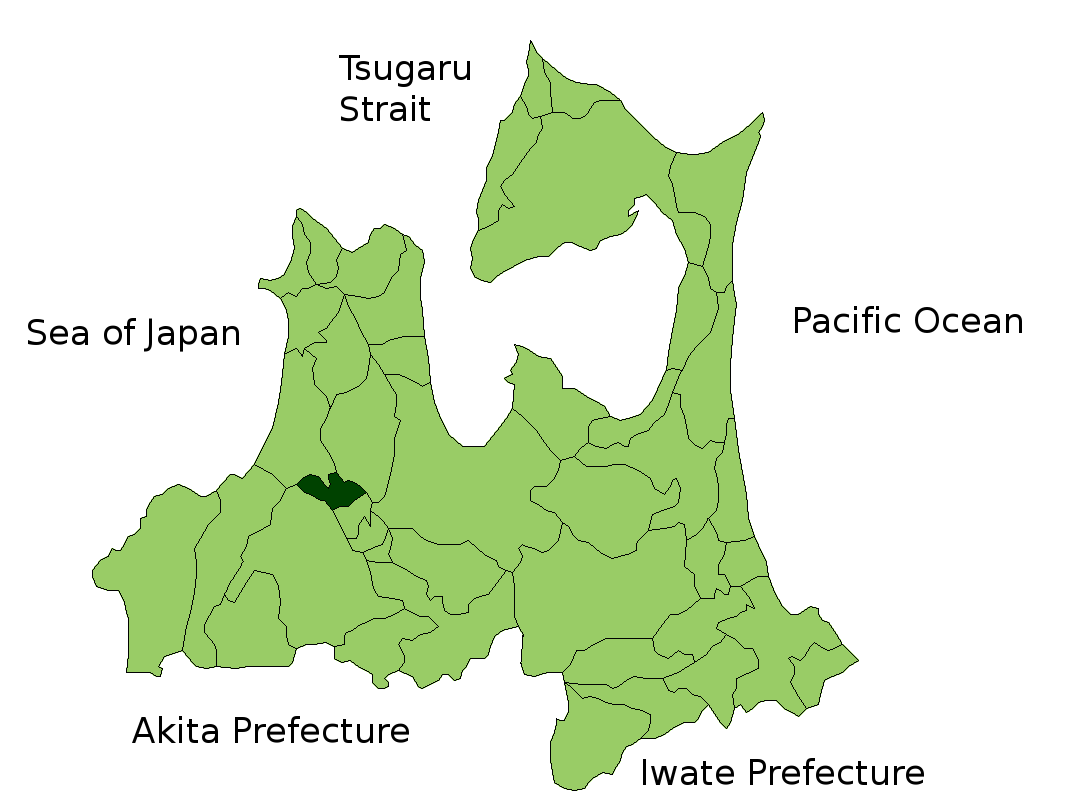
Carte de la préfecture d'Aomori avec le bourg de Tsuruta mis en évidence.

Le bourg de Tsuruta est situé dans l'ouest de la préfecture d'Aomori, à la base de la péninsule de Tsugaru, au Japon. Il a pour municipalités voisines la ville de Tsugaru au nord-ouest, la ville de Goshogawara au nord-est, le bourg d'Itayanagi au sud-est et la ville de Hirosaki au sud-ouest.

### Démographie
Tsuruta comptait 14 013 habitants lors du recensement du 10 octobre 2013.